# HMHS Rewa
Le HMHS Rewa (HMHS pour His Majesty's Hospital ship) était un navire à vapeur. Construit à l’origine pour la British-India Steam Navigation Company pour leur service de courrier et de passagers, il a été réquisitionné en août 1914 et équipé pour être utilisé comme navire-hôpital britannique pendant la Première Guerre mondiale. Le 4 janvier 1918, il fut touché et coulé par une torpille du sous-marin allemand U-55.

## Histoire
Le Rewa a été commandé en 1905 par la British India Steam Navigation Company (BI) à William Denny and Brothers à Dumbarton, en même temps que son navire-jumeau, le SS Rohilla, commandé à Harland and Wolff Ltd de Belfast. Ils différaient principalement par leurs moteurs : le Rewa était à triple hélice avec des turbines à vapeur, tandis que le Rohilla avait une paire de machines à vapeur à quadruple expansion, également fabriquées par Harland & Wolff, et avec deux hélices. Les moteurs du Rohilla totalisaient 8000 chevaux (6000 kW), produisant 16,6 nœuds (30,7 km/h) lors d’essais en mer. Bien qu’ils aient été commandés pour le service de Londres à Calcutta, la concurrence accrue a incité BI à concevoir les deux navires jumeaux pour qu’ils puissent également servir de navires de transport de troupes.

### Carrière
Le transport Rewa de la British India Company s’est échoué dans le canal de Suez le 26 novembre 1906, bloquant le canal. Il a été renfloué le lendemain,,. En 1913, il entra dans le canal de Suez depuis Karachi, transportant le 2e bataillon du Worcestershire Regiment en direction de l’Angleterre.

### Naufrage
Le 4 janvier 1918, le Rewa rentrait en Grande-Bretagne depuis Malte avec 279 officiers blessés à bord. Des inspecteurs de l’Espagne neutre étaient montés à bord du navire à Gibraltar pour confirmer qu’il n’avait aucune fonction militaire. À 11 h 15, il est touché par une torpille à 31 km au large de Hartland Point. Le navire a mis environ deux heures à couler, ce qui a permis à tous les blessés et à l’équipage de monter à bord des canots de sauvetage, à l’exception des quatre mécaniciens qui sont morts dans l’explosion initiale,.

### Conséquences
Le naufrage du navire provoqua l’indignation en Grande-Bretagne. Le haut commandement allemand a nié avoir coulé le navire, attribuant plutôt l’explosion à une mine britannique à la dérive. Cependant, le commandement naval allemand avait déclaré une guerre sous-marine à outrance dans un effort désespéré pour gagner la guerre. Le commandement naval ordonna secrètement aux capitaines de sous-marins de couler tout navire allié, y compris les navires-hôpitaux, même si cela violait la Convention de La Haye de 1907. Cependant, le capitaine de l'U-55, Wilhelm Werner, craignant peut-être les conséquences de ses actes, a écrit dans son journal de bord qu’il avait coulé un cargo et non un navire-hôpital brillamment éclairé et peint. Après la guerre, Wilhelm Werner a été accusé de crimes de guerre mais s’est enfui au Brésil. En 2002, a été érigée près de Hartland Point une stèle dédiée au navire et aux personnes qui ont servi et sont mortes à son bord.

## Épave
L’épave se trouve à 50° 55′ N, 4° 49′ O, au large de la côte ouest du Royaume-Uni. Elle se trouve par environ 200 pieds (61 m) de fond, ce qui la rend difficile à explorer, sauf pour les plongeurs les plus expérimentés. Pendant la Seconde Guerre mondiale, l’épave a souvent été confondue par les sonars britanniques avec un sous-marin allemand. Pour confirmer qu’un sous-marin allemand ne se cachait pas au fond de la mer, les navires alliés larguaient des grenades anti-sous-marines, ce qu’on appelait l’ouverture de la « boîte de conserve ». Si du gazole ou des corps allemands flottaient à la surface, ils savaient qu’ils avaient détruit un sous-marin. Si rien ne flottait, ils se déplaçaient vers la cible suivante du sonar. Ce processus a totalement détruit l’épave du Rewa.